# Just Another Band from L.A.
 (novembre 2013).
Si vous disposez d'ouvrages ou d'articles de référence ou si vous connaissez des sites web de qualité traitant du thème abordé ici, merci de compléter l'article en donnant les références utiles à sa vérifiabilité et en les liant à la section « Notes et références ».
Albums de Frank Zappa & The Mothers of Invention
200 Motels
(1971) Waka/Jawaka
(1972)
Just Another Band from L.A. est un album de Frank Zappa & The Mothers of Invention sorti en 1972, durant sa période de convalescence. Cet album est constitué de morceaux enregistrés en public pendant l'été 1971.

## Liste des titres
1. Billy the Mountain (Zappa) — 24 min 47 s
2. Call Any Vegetable (Zappa) — 7 min 22 s
3. Eddie, Are You Kidding? (Kaylan, Seiler, Volman, Zappa) — 3 min 10 s
4. Magdalena (Kaylan, Zappa) — 6 min 24 s
5. Dog Breath (Zappa) — 3 min 39 s

## Musiciens
- Frank Zappa : guitare, voix
- Mark Volman : voix
- Howard Kaylan : voix
- Ian Underwood : synthétiseur, voix
- Aynsley Dunbar : batterie
- Don Preston : synthétiseur
- Jim Pons : basse, voix

## Production
- Production : Frank Zappa
- Ingénierie : Barry Keene, Toby Foster
- Direction musicale et arrangements : Frank Zappa
- Conception pochette : Cal Shenkel, Sherm Thompson
- Photo : Bernard Gardner

## Explication de la période de convalescence
Le 10 décembre 1971, Zappa est projeté dans la fosse d’orchestre par un spectateur, Trevor Howell, lors d’un concert donné au Rainbow Theatre de Londres. Celui-ci justifia l'agression de deux manières : soit il jugea la qualité de la prestation trop médiocre, soit il considéra que le compositeur-guitariste avait regardé sa petite amie avec trop d’insistance. Frank Zappa souffre de plusieurs fractures sérieuses, d’un traumatisme crânien, de blessures au dos, au cou, ainsi que d’un écrasement du larynx. Pendant plus d'un an, Zappa reste en chaise roulante, dans l'incapacité de jouer en concert et gardera des séquelles de l'événement.